# Джефрі Джей
Джефрі Джей (англ. Jeffrey Jay) (народився 1988) — американський комік, письменник та публічна особа. В 2011 році журнал The Advocate помістило на 7 позицію серед Смішних ЛГБТ-коміків, яких ви повинні побачити. У 2013 році він був фіналістом конкурсу найсмішніший комедіант Техасу; того ж року The Advocate назвав його одним із 5 найгарячіших трансгендерних коміків. На телебаченні Джей з'явився на каналі The CW в шоу The Eye Opener. Джей виступав в університетах по всій країні, включаючи Рамапо коледж штату Нью-Джерсі; університет Нью-Хейвена в штаті Коннектикут; Хілбертський коледж в Гамбурзі, штат Нью-Йорк; Коледж Вілсона в Чамберсбург, штат Пенсільванія та інших.

## Раннє життя
Джей виріс у Техасі. Він оголосив про камінг-аут у 14 років. Скориставшись фальшивим посвідченням, він почав відвідувати гей-клуб у Х'юстоні. До 20 років Джей вважав, що щось не до кінця зрозуміло щодо його гендерної ідентичності. Побачивши телепрограму з участю трансчоловіка, він зрозумів, що потребує переходу. Його батьки підтримали сина, і Джей знайшов клініку в Нью-Йорку, яка була готова прискорити на два роки гормональну терапію. Джей почав приймати тестостерон в 21 рік. Незабаром після лікування він кинув коледж і переїхав назад до Техасу, де продавав ножі в торгових центрах.

## Кар'єра
Джей виступав на комедійних заходах, таких як фестиваль комедій у Далласі, Portland Queer Comedy Festival, Фестиваль комедії Бриджтаун та LA Pride. Він регулярно гастролює та грає у місцях по всьому США, включаючи театр комедії Westside в Санта-Моніці, Каліфорнія; Funny Farm Comedy Club в Янгстауні, штат Огайо; Ice House Comedy Club в Пасадені, Каліфорнія; та Ray Combs Florida Comedy Club. Він також гастролює в університетах США.

## Особисте життя
- Мати Джея була обрана республіканським суддею в 2016 році.
- Джей — вітчим дочки своєї дівчини з попередніх стосунків.